# Паводок у Загребі (2020)

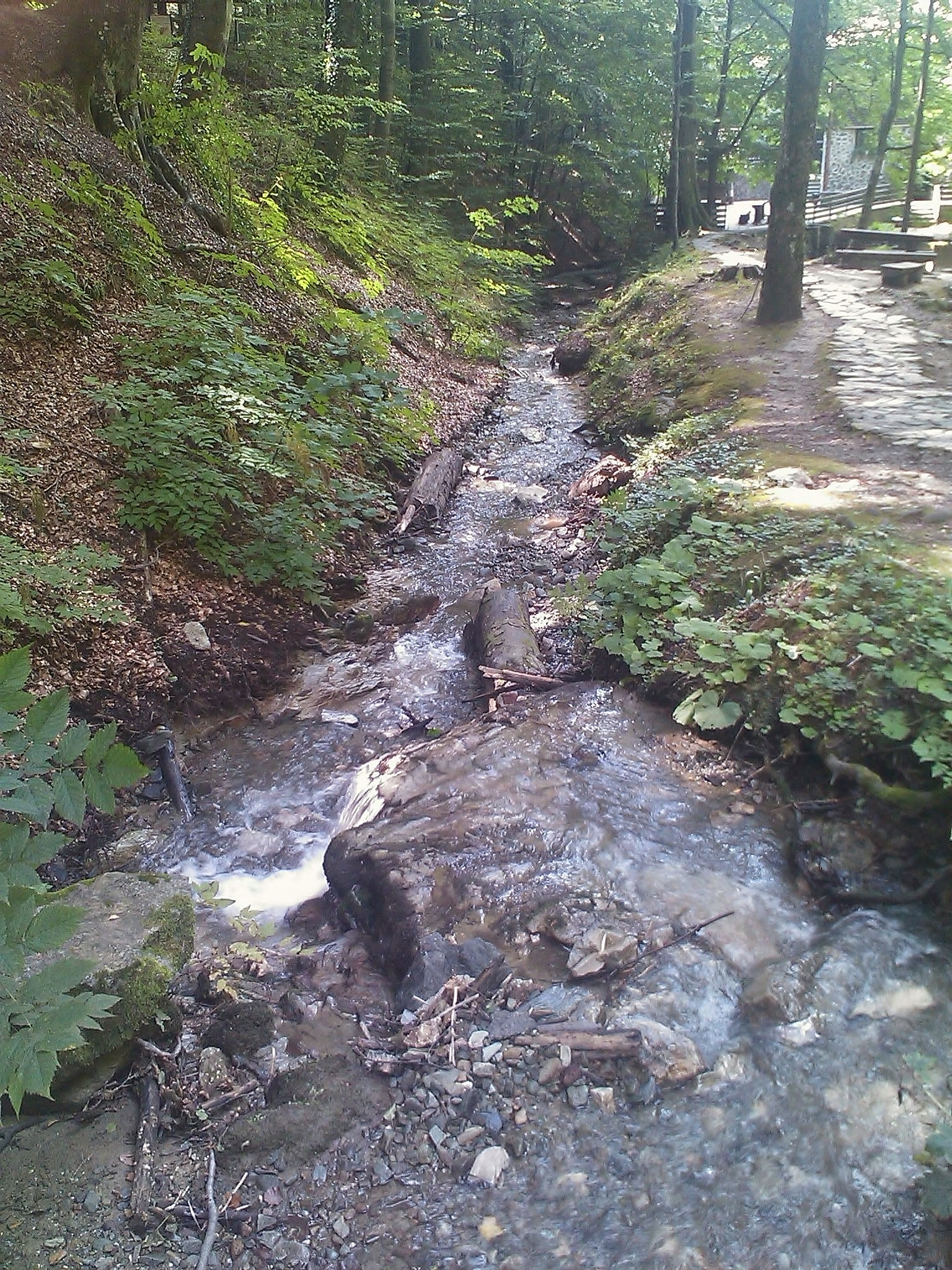
Гірський потік Медвещак біля свого витоку

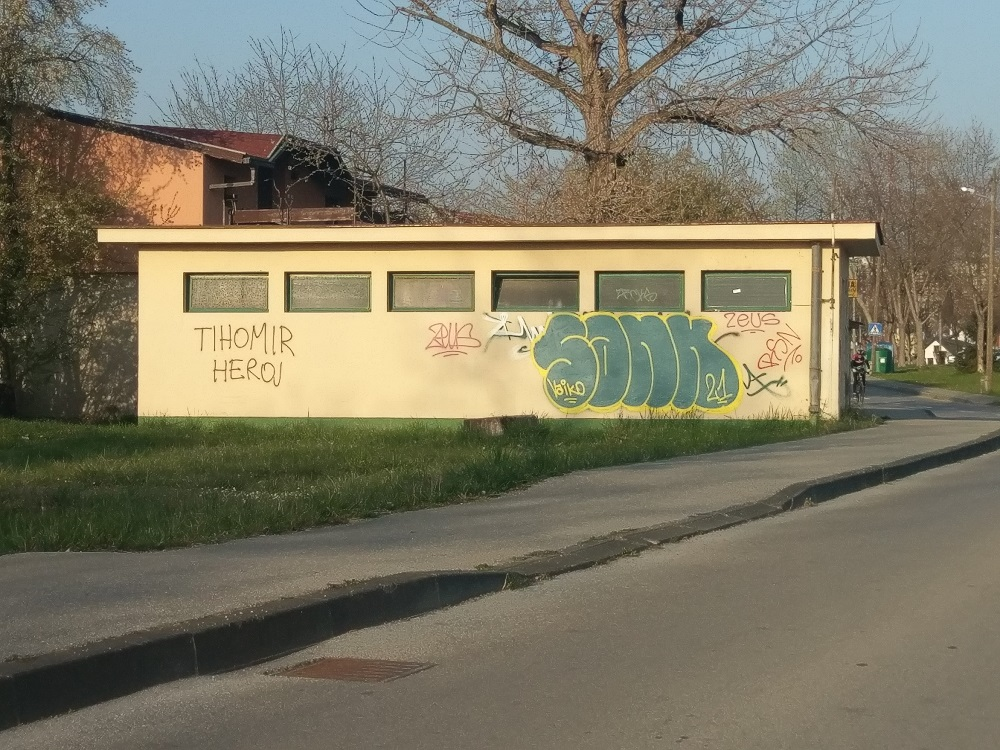
Будівля греблі Куніщак

У ніч з 24 на 25 липня 2020 року, після 21:00 за місцевим часом (CEST, 19:00 UTC), на столицю Хорватії Загреб обрушилася буря, яка спричинила один із найбільших паводків в історії міста. Під час сильної зливи за кілька годин на місто випало більше опадів (понад 50 мм за 2 год.), ніж у середньому за весь липень. Гірські потоки з Медведниці, що височить над Загребом, швидко розбурхалися і переповнили міську загальносплавну каналізацію, затопивши частини міста. Найгірші наслідки відчувалися у центральній частині столиці, зокрема на Ілиці, в Нижньому місті (в тому числі на Британській площі) та Трнє, хоча постраждало також багато передмість, як-от: Бузин, Чрномерець, Янкомир і Максимир. На багатьох вулицях зупинилися громадський транспорт і автомобільний рух, а людей, які потрапили у пастку, міським службам довелося рятувати з підтоплених автомобілів та осель. Під час відкачування води один пожежник загинув. Протягом відведеного на подання заяв восьмиденного строку надійшло понад 2000 прохань про відшкодування збитків, однак міська влада не оприлюднила докладніших даних про розмір збитку.
Як відомо, Загреб розкинувся на схилах гори Медведниця, а його центр у своєму ширшому значенні слова ніби затиснутий у низині між горою та річкою Сава. По загребській стороні Медведниці стікає кілька десятків потоків, які відзначаються бурхливим плином після рясних опадів. І річка, і розбурхані потоки з Медведниці неодноразово викликали смертоносні повені. Особливо небезпечний паводок, а водночас і найсмертоносніше за всю історію міста стихійне лихо, трапилося в липні 1651 р., коли гірський потік Медвещак розлився під час нічної бурі, змивши чимало осель і дерев на вулиці Потік (сьогоднішня вулиця Ткалчичева) та забравши 52 життя. Тому перші протиповеневі системи захисту навколо Медвещака будувалися ще в XVII столітті. Останнім випадком значної повені в місті стало переповнення загребських струмків під час рекордної зливи 3–4 липня 1989 р., коли було затоплено територію від Загребського зоопарку на Максимирській вулиці до Житняка, що спонукало до будівництва спустів і шлюзів для контролю зливу дощових вод із передгір'я Медведниці, а також каналізації та зміцнення русел загребських струмків. У результаті державне підприємство з управління водними ресурсами «Хорватські води» розробило та експлуатує системи захисту від паводків. Проте, хоча у попередні 48 годин і Державний гідрометеорологічний інститут, і міжнародні агентства попереджали про небезпеку зливового паводка, захист введено в дію не було. Після невдалих закликів до влади надати допомогу група жителів Трнє вдерлася у порожню будівлю греблі Куніщак, через яку вода з багатьох струмків Медведниці стікає в Саву, і відкрила заставку, щоб скинути накопичену воду в річку. Протягом наступних кількох днів у ЗМІ виникла гаряча суперечка про те, хто несе відповідальність за закриту заставку та зачинену будівлю греблі без чергових, які могли б запобігти чи зменшити паводок. Міський голова, підприємство з водопостачання і водовідведення та «Хорватські води» відмовилися від відповідальності та стали об'єктом нападок громадськості. Що більше, чоловіка, якого ЗМІ називали «героєм з Трнє» за те, що він, уломившись у будинок греблі, повернув колесо, тим самим відкривши заслінку, поліція затримала, що дехто описав як випадок поліційного свавілля. Це викликало громадський резонанс. ЗМІ засудили дії поліції у цій справі. Своєю чергою «Хорватські води» поскаржилися в поліцію на незаконне проникнення групи осіб. У травні 2021 року затриманого чоловіка звільнили від усіх звинувачень.
Разом із  пандемією COVID-19 і землетрусом паводок сприяв зростанню у 2020 році кількості бездомних у Загребі.